# 塞尔万 (杜省)
塞尔万（法語：Servin，法語發音：[sɛʁvɛ̃]）是法国杜省的一个市镇，属于贝桑松区。

## 地理
塞尔万（47°18'27"N, 6°27'47"E）面积10.03 平方千米，位于法国勃艮第-弗朗什-孔泰大區杜省，该省份为法国东部内陆省份，北起上索恩省，西接汝拉省，东部及东南部与瑞士接壤，东北部与贝尔福地区省接壤。
与塞尔万接壤的市镇（或旧市镇、城区）包括：小克罗塞、屈桑斯、拉南、乌旺、韦勒旺。

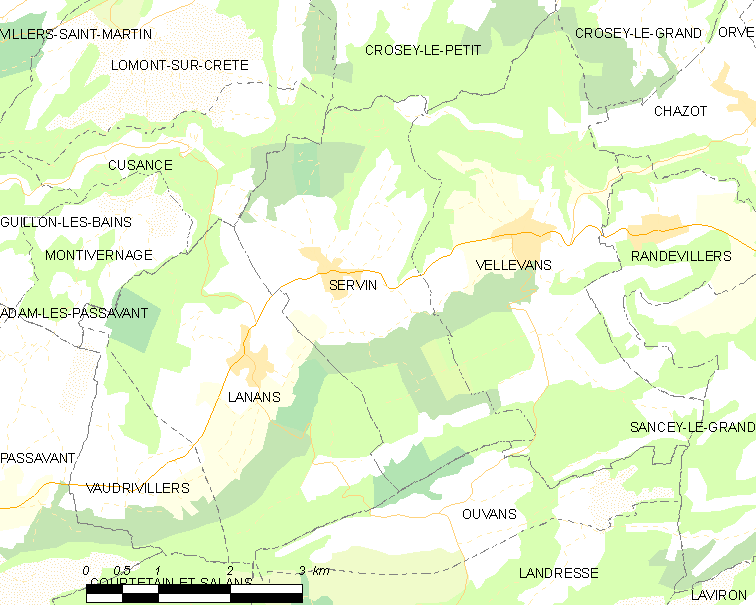
的OSM定位图

塞尔万的时区为UTC+01:00、UTC+02:00（夏令时）。

## 行政
塞尔万的邮政编码为25430，INSEE市镇编码为25544。

## 政治
塞尔万所属的省级选区为巴旺县。

## 人口

1962-2008年间人口变化图示

塞尔万于2022年1月1日时的人口数量为200人。